# Mittelmeer-Reederei
Die Mittelmeer-Reederei GmbH (MMR) war ein von der deutschen Reichsregierung im Zweiten Weltkrieg ins Leben gerufenes halbstaatliches Unternehmen, das den gesamten Schiffsraum bereederte, der vom Deutschen Reich im Mittelmeer erfasst werden konnte.

## Vorgeschichte
Die Versorgung der deutschen und italienischen Truppen in Nordafrika war bereits im Sommer 1941 kritisch geworden, da einerseits Italien nur beschränkt Schiffsraum zur Verfügung stellen konnte und andererseits die Schiffsverluste durch U-Boote, Kampfflugzeuge und Minen immer weiter anstiegen. Zusätzlicher Schiffsraum war nur dadurch zu bekommen, dass man im Mittelmeer befindliche Schiffe der Kriegsgegner in Besitz nahm, sei es durch Enteignung, Beschlagnahme oder Charter. Die Charterung war in diesen Fällen nahezu immer ein fiktives Konstrukt, bei dem die eigentlichen Eigentümer in den besetzten Ländern verpflichtet bzw. gezwungen wurden, ihre Schiffe an das deutsche Reichskommissariat für die Seeschifffahrt zu verchartern. Die auf diese Weise unter deutsche Kontrolle gelangten Schiffe mussten bereedert werden. Diese Aufgabe hätte das Reichskommissariat und die Kriegsmarine weit überfordert, insbesondere nachdem auf der Grundlage des Abkommens von Nevers (28. August 1942) und des Laval-Kaufmann-Abkommens (22. November 1942 bzw. 23. Januar 1943) der größte Teil der im Mittelmeer verbliebenen französischen Handelsflotte in die Kontrolle der Achsenmächte übergegangen war. Andererseits operierten die deutschen Reedereien weit unterhalb ihrer Vorkriegskapazität, und es lag daher nahe, sie unter Reichskontrolle mit dieser Aufgabe zu betrauen.

## Gründung
Bei der am 10. und 11. November 1942 erfolgten deutschen Besetzung der Freien Zone Frankreichs (Unternehmen Anton) fielen französische Handelsschiffe mit zusammen mehr als 700.000 BRT in deutsche Hand. Schon wenige Tage später, am 16. November, gründete auf Veranlassung des Reichskommissars für die Seeschiffahrt („Reiko See“), des Hamburger Gauleiters Karl Kaufmann, ein Konsortium von elf traditionell im Mittelmeer aktiven deutschen Reedereien die Mittelmeer-Reederei GmbH mit Sitz in Hamburg. Zweck der Firma war „die Übernahme und Bereederung des gesamten Schiffsraumes, der im Mittelmeer für deutsche Zwecke erfasst werden kann“. Dies bezog sich zwar auch auf die wenigen im Mittelmeerraum befindlichen deutschen Handelsschiffe, aber vor allem auf erbeuteten oder anderweitig in deutschen Besitz geratenen Schiffsraum.
Jede der elf Gründer-Reedereien zahlte 50.000 RM als Stammkapital ein. Dies waren:
- Atlas Levante-Linie, Bremen
- Bock, Godeffroy & Co., Hamburg
- H. Schuldt, Hamburg
- Rob. M. Sloman jr., Hamburg
- Hamburg-Südamerikanische Dampfschifffahrtsgesellschaft, Hamburg
- A. Kirsten, Hamburg
- Aug. Bolten Wm. Millers Nachf., Hamburg
- DDG „Hansa“, Bremen
- Oldenburg-Portugiesische Dampfschiffs-Rhederei, Hamburg
- Dampfschifffahrts-Gesellschaft „Neptun“, Bremen
- John T. Essberger & Co. Afrika-Linien, Hamburg

## Geschichte
Soweit sie nicht an Italien weitergereicht wurden, wurden die im Mittelmeer in deutschen Besitz genommenen dänischen, norwegischen, niederländischen, belgischen, französischen, jugoslawischen, griechischen und britischen Beuteschiffe der MMR zur Bereederung zugewiesen. Der Einsatz der Schiffe wurde jedoch durch die Seetransportstellen der Kriegsmarine gelenkt, da er vorrangig den kriegsbedingten Bedürfnissen der deutschen Wehrmacht zu dienen hatte. Die Schiffe fuhren unter der Reichsdienstflagge.
Am 1. Juli 1943 wurden auch die ursprünglich vom OKM über die Comercial Maritima de Transportes S.A. (Transcomar), Madrid, für die Versorgung der deutschen Truppen auf Kreta gekauften zehn kleinen spanischen Frachter von der MMR übernommen und mit deutschen Mannschaften besetzt. Nach dem Waffenstillstand von Cassibile und der darauf folgenden deutschen Besetzung Italiens im September 1943 wurden die beschlagnahmten bzw. erbeuteten italienischen und zuvor von Italien übernommenen jugoslawischen und griechischen Handelsschiffe ebenfalls der MMR zugewiesen. Dazu zählten auch etwa 750 Küstenfrachter, Motorsegler und Fischereifahrzeuge und 450 Binnenschiffe, alle mit weniger als 1000 BRT, in italienischen Gewässern sowie rund 600 griechische Motorsegler in der Ägäis. Schließlich wurden im Herbst 1943 auch die Schiffe der Schwarzmeer-Schiffahrts-GmbH übernommen, die bis dahin im Schwarzen Meer die gleiche Funktion wie die MMR im Mittelmeer erfüllt hatte.
Die Mittelmeer-Reederei hatte vier Geschäftsstellen im Mittelmeer: Geschäftsstelle Frankreich, Geschäftsstelle Italien, Geschäftsstelle Griechenland und Geschäftsstelle Kroatien. Sie wurde am 15. September 1944 aufgelöst.

## Bereederte Schiffe (Auswahl)
- Dalesman
- Dalny
- Oria
- Palermo
- Petrella
- Pommern
- Rex
- Santa Elena
- Tanais
- Teja
- Totila